# Sede titolare di Atene
Atene (in latino: Archidioecesis Atheniensis) è una sede titolare soppressa della Chiesa cattolica.

## Storia
In seguito alla soppressione dell'arcidiocesi di Atene tra XIV e XV secolo, fu eretta la sede titolare, a sua volta soppressa il 23 luglio 1875, quando papa Pio IX restaurò l'antica arcidiocesi.

## Cronotassi dei vescovi titolari
- Giovanni Nicolini † (26 aprile 1482 - ? deceduto)
- Costantino Eroli † (9 settembre 1496 - 1500 deceduto)
- Antonio Trombetta (1514 -  1517 deceduto)
- Bernardo da Cherio, O.F.M. † (29 maggio 1517 - ?)
- Jean de Barton † (24 gennaio 1530 - ?)
- Alexander Gordon † (4 settembre 1551 - 1558 nominato arcivescovo, titolo personale, di Whithorn-Galloway)
- Attilio Amalteo † (14 agosto 1606 - 1633 deceduto)
- Gaspare Mattei † (5 settembre 1639 - 13 luglio 1643 nominato cardinale presbitero di San Pancrazio)
- Nicolò Guidi di Bagno † (15 marzo 1644 - 9 aprile 1657 nominato cardinale presbitero di Sant'Eusebio)
- Iacopo Altoviti † (29 luglio 1658 - 18 aprile 1667 nominato patriarca di Antiochia)
- Marcello d'Aste † (10 dicembre 1691 - 14 novembre 1699 nominato arcivescovo, titolo personale, di Ancona e Umana)
- Filippo Antonio Gualterio † (30 marzo 1700 - 21 novembre 1701 nominato arcivescovo, titolo personale, di Imola)
- Giuseppe Vallemani † (5 dicembre 1701 - 1º agosto 1707 nominato cardinale presbitero di Santa Maria degli Angeli)
- Pier Marcellino Corradini † (7 novembre 1707 - 26 settembre 1712 nominato cardinale presbitero di San Giovanni a Porta Latina)
- Silvio de' Cavalieri † (5 ottobre 1712 - 11 gennaio 1717 deceduto)
- Bartolomeo Massei † (3 febbraio 1721 - 2 ottobre 1730 nominato cardinale presbitero di Sant'Agostino)
- Francesco Saverio Albini † (8 gennaio 1731 - 11 aprile 1740 deceduto)
- Ludovico Merlini † (27 ottobre 1740 - 24 settembre 1759 nominato cardinale presbitero di Santa Prisca)
- Giovanni Carlo Boschi † (22 settembre 1760 - 21 luglio 1766 nominato cardinale presbitero dei Santi Giovanni e Paolo)
- Ignazio Reali † (26 settembre 1766 - 8 dicembre 1767 deceduto)
- Giuseppe Maria Contesini † (25 gennaio 1768 - 28 febbraio 1785 deceduto)
- Giulio Cesare Zollio † (27 giugno 1785 - 13 aprile 1795 deceduto)
- Camillio Campanelli † (27 giugno 1796 - 23 settembre 1805 nominato arcivescovo, titolo personale, di Perugia)
- Giovanni Francesco Guerrieri † (16 marzo 1808 - 27 settembre 1819 nominato arcivescovo, titolo personale, di Rimini)
- Giovanni Francesco Falzacappa † (27 settembre 1819 - 10 marzo 1823 nominato arcivescovo, titolo personale, di Ancona e Umana)
- Filippo Filonardi † (16 maggio 1823 - 3 luglio 1826 nominato arcivescovo di Ferrara)
- Francesco Tiberi Contigliano † (2 ottobre 1826 - 2 luglio 1832 nominato arcivescovo, titolo personale, di Jesi)
- Ludovico Tevoli † (17 dicembre 1832 - 17 ottobre 1856 deceduto)
- Mariano Falcinelli Antoniacci † (21 dicembre 1857 - 22 dicembre 1873 nominato cardinale presbitero di San Marcello)